# Jean-Philippe-Eugène de Mérode-Westerloo
Conte Jean-Philippe-Eugène de Mérode, V marchese di Westerloo (Bruxelles, 22 giugno 1674 – Schloss Mérode, 12 settembre 1732), è stato un nobile e militare belga, fu feldmaresciallo del Sacro Romano Impero.

## Biografia
Appartenente ad una nobile famiglia di lingua vallona e di antiche tradizioni militari: unico figlio sopravvissuto all'infanzia di Maximilian de Mérode e Isabella-Margaretha de Mérode, rimase orfano del padre ad un anno. La madre si risposò con il duca di Hollstein-Retwisch, un generale che lo istradò alla carriera militare; all'età di cinque anni fu presente all'assedio di Orano, nell'odierna Algeria.
Durante le guerre che si svolsero nei Paesi Bassi del Sud Jean-Philipphe mutò schieramento alcune volte per conservere i propri domini. Dapprima lui ed il suo Regiment of Westerloo (reggimento di cavalleria vallonica di servizio nell'esercito austriaco di cui era colonnello dal 1692) militarono con Guglielmo III d'Inghilterra e Carlo II di Spagna, che lo creò cavaliere dell'Ordine del Toson d'oro.
Durante la guerra di successione spagnola si schierò con il nuovo sovrano Filippo V di Spagna dei Borbone di Francia, e quindi combatte con i franco-bavaresi sotto Massimiliano II Emanuele di Baviera, nuovo Governatore dei Paesi Bassi spagnoli, ed ebbe un ruolo nella Battaglia di Ekeren nel 1703. Per il suo carattere spigoloso ebbe cattivi rapporti con il principe Eugenio di Savoia e con il marchese de Prié.
Nel 1704 si distinse durante l'assedio di Höchstadt, contro le truppe del generale francese Tallard e successivamente partecipò alla Battaglia di Blenheim con i francesi, sotto il comando di Camille d'Hostun, duca di Tallard e Ferdinand de Marsin: fu una terribile sconfitta e Mérode si salvò a stento.
In seguito si ritirò a vita privata tra i suoi castelli a Westerlo, Pietersheim e Schloss Mérode, pur servendo i nuovi sovrani dei Paesi Bassi austriaci: Giuseppe I e Carlo VI: abbandonò la vita militare nel 1717 con il grado di Feldmaresciallo e nel 1726 ricevette il collare di Cavaliere del Toson d'Oro.

## Matrimoni e discendenza
Sposò nel 1701 a Bayonne Maria Teresa Pignatelli, figlia di Nicolò Pignatelli, Viceré di Sardegna: dei tre figli della coppia solo Isabella Maria sopravvisse all'infanzia e sposò il conte Czernin.
Rimasto vedovo il 9 agosto 1718, sposò il 29 settembre 1721 Carlotta di Nassau-Hadamar (1703–1740), figlia di Francesco Alessandro di Nassau-Hadamar, dalla quale ebbe sei figli:
- Jean Guillaume Augustin (16 giugno 1722 - 7 gennaio 1763), sposò Eléonore de Rohan-Rochefort (1728-1792).
- Christine Jeanne de Merode (7 maggio 1724 - ?), suora a Maubeuge.
- Marie Elisabeth Françoise (2 luglio 1728 - ?), suora a Thorn.
- Philippe Maximilien (4 luglio 1729 - 25 gennaio 1773), sposò Marie Catherine de Merode-Montfort (1743-1794): 
  - Suo nipote fu Werner de Mérode-Westerloo (1797-1840), le cui figli furono
    - Antoinette (1828–1864), che sposò Carlo III, Principe di Monaco
    - Louise, madre di Maria Vittoria dal Pozzo della Cisterna, regina consorte di Spagna (1870-1873)
- Frédéric Auguste (21 febbraio 1730 - ?)
- Marie Thérèse (? - 1782)

## Memorie
Jean-Philippe-Eugène de Mérode-Westerloo è soprattutto ricordato per le sue memorie, pubblicate dal nipote e fonte importante per lo studio della battaglia di Blenheim, vista dalla parte dello sconfitto.